# Obama (Fukui)
Obama (japonsky: 小浜市, česká transkripce: Obama-ši, hepburn: Obama-shi) je město v prefektuře Fukui v Japonsku.
K 1. srpnu 2018 mělo město odhadovanou populaci 29 435 obyvatel ve 12 057 domácnostech o hustotě zalidnění 240 osob na km2.  Celková rozloha města činila 233,1 kilometrů2. Obama se stala známou ve Spojených státech a po celém světě v roce 2008, jelikož sdílí své jméno s Barackem Obamou, který kandidoval a později se stal prezidentem Spojených států amerických.

## Etymologie
Obama v japonštině znamená „malá pláž“.

## Geografie
Město Obama se nachází v jihozápadní části prefektury Fukui, ohraničené na jihu prefekturou Šiga a silně členitým pobřežím ria Obamského zálivu (v zátoce Wakasa ) v severní části Japonského moře. Nachází se severně od Kjóta, přibližně čtyři až sedm hodin jízdy vlakem z Tokia. Město svými hranicemi zasahuje do kvazi-národního parku Wakasa Wan.

### Sousední obce

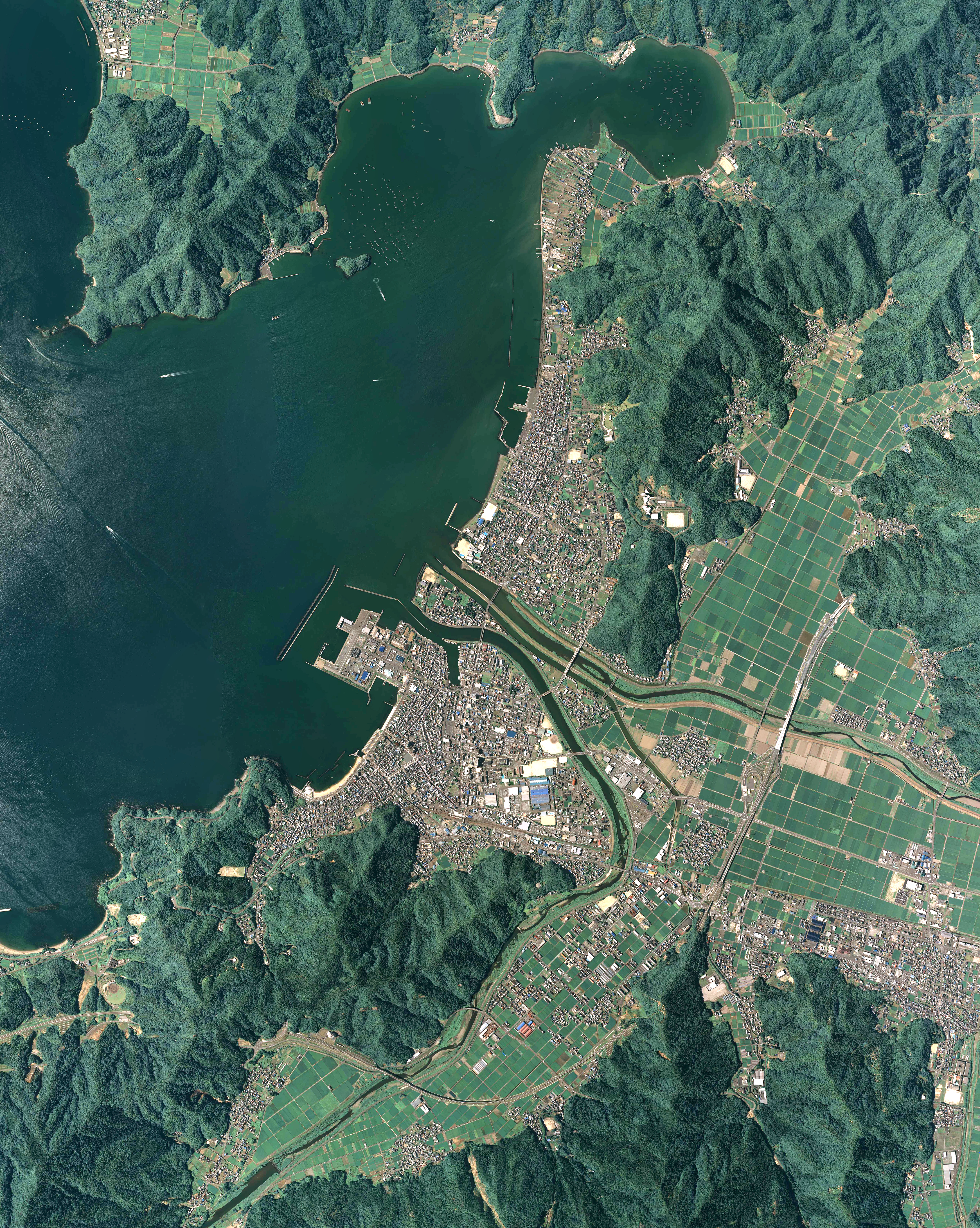
Letecký pohled na městské centrum Obamy z roku 2013

- Prefektura Fukui
  - Ói
  - Wakasa
- Prefektura Šiga
  - Takašima

### Podnebí
Obama má vlhké subtropické klima (Köppen Cfa ) charakterizované teplými, vlhkými léty a studenými zimami s hustým sněžením. Průměrná roční teplota v Obamě je 14,8 °C. Průměrné roční srážky jsou 2 018,7 mm a září je nejdeštivějším měsícem. V průměru jsou teploty nejvyšší v srpnu, kolem 27,0 °C, a nejnižší v lednu, kolem 3,8 °C.

### Demografie
Podle japonských údajů ze sčítání lidu počet obyvatel Obamy postupně klesá od doby, kdy dosáhl vrcholu populace ~ 38 500 na konci 60. a na začátku 70. let.
| Rok  | Pop.   | ± %     |
| ---- | ------ | ------- |
| 1940 | 38,554 | —       |
| 1950 | 36,236 | −6,0 %  |
| 1960 | 33,702 | −7,0 %  |
| 1970 | 38,138 | +13,2 % |
| 1980 | 34 049 | −10,7 % |
| 1990 | 33,774 | −0,8 %  |
| 2000 | 33,295 | −1,4 %  |
| 2010 | 31,340 | −5,9 %  |
| 2020 | 28,991 | −7,5 %  |

## Dějiny
Obama se vyvinula jako námořní přístav se spojením s asijským kontinentem ještě před začátkem psané historie Japonska a v místních hrobkách z období Kofun byly nalezeny artefakty z Číny. Od období Asuka a Nara byla sůl a mořské plody z oblasti Obamy dodávány císařské dynastii a v systému Ricurjó byla Obama hlavním městem provincie Wakasa. V oblasti Obamy se nachází mnoho chrámů a kulturních památek z období Nara a Heian a město se ve svých turistických propagačních materiálech označuje jako „Nara u moře“. Díky své poloze v provincii Wakasa, kterou procházeli cestovatelé na cestě mezi Čínou a Kjótem, byla tato oblast po dlouhou dobu ovlivněna čínskou kulturou. Ve čtvrti Sančo-mači se nachází mnoho budov a domů, jejichž design byl ovlivněn obchodem s čínskou pevninou.
V období Edo byla Obama jókamači panstvím Obama a vládla mu větev vlivného rodu Sakai. Město zůstávalo důležitým přístavem pro pobřežní obchod kitamaebune a bylo výchozím bodem Saba-kaidó („makrelové dálnice“) spojující Japonské moře s Kjótem.
Se zřízením moderního systému obcí 1. dubna 1889 vzniklo město Obama. Na město bylo povýšeno 30. března 1951 po sloučení s okolními obcemi.
Obama je jedním z míst, kde byli 7. července 1978 uneseni japonští občané severokorejskými agenty.

## Vláda

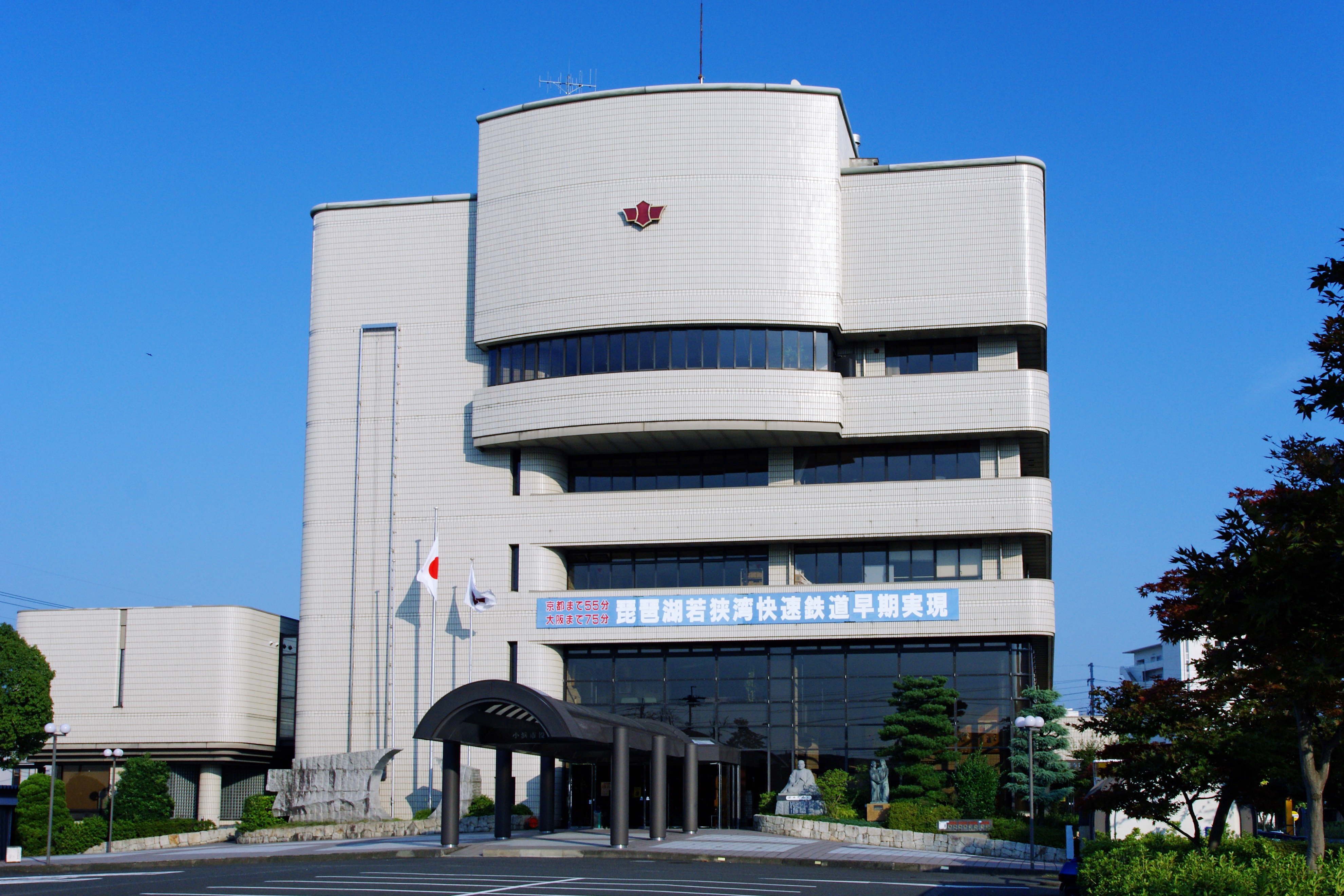
Radnice města Obama

Obama má formu vlády starosta-rada s přímo voleným starostou a jednokomorovým osmnácti členným městským zákonodárným sborem.

## Ekonomika
Obamská ekonomika je smíšená, důležitou roli hraje zemědělství a komerční rybolov. Stoupá význam sezónního cestovního ruchu. V oblasti se vyrábějí lakované jídelní hůlky Wakasa, achátové doplňky a další řemeslné výrobky.

## Školství
Obama má 17 veřejných základních škol a dvě střední školy, které provozuje městská správa, tři veřejné střední školy, které provozuje Rada pro vzdělávání prefektury Fukui. Prefektura provozuje také jednu speciální školu.
Od roku 1992 má Prefekturní univerzita Fukui v Obamě kampus, kdy v tomto krátkém období se univerzitní Výzkumné centrum pro mořské biozdroje proslavilo výzkumem konzervace a v oblasti embryogeneze ryb, zvyšování stavů ryb v akvakultuře, nemocech ryb a mikroalgeálního květu. Univerzita má také fakulty ekonomie, ošetřovatelství, umění a věd, biotechnologie a další.

## Doprava

### Železnice
- JR West – Obamská linka
  - Šin-Hirano, Higaši-Obama, Obama, Seihama, Kato

### Dálnice
- Dálnice Maizuru-Wakasa
- Národní dálnice 27
- Národní dálnice 162

## Mezinárodní vztahy

### Sesterská města
- Kawagoe, Saitama, Japonsko
- Nara, Nara, Japonsko
- Kjongdžu, Severní Kjongsang, Jižní Korea

### Spřátelená města
- Fudžinomija, Šizuoka , Japonsko
- Pinghu, Zhejiang, Čínská lidová republika
- Xi'an, Shaanxi, Čínská lidová republika

Barack Obama

### Vztah s Barackem Obamou
Městu Obama se dostalo pozornosti, protože sdílí své jméno s bývalým americkým prezidentem Barackem Obamou. Začalo to tím, že Obama jako senátor poskytl v roce 2006 rozhovor japonské televizi TBS, kde poznamenal, že při průchodu celnicí na letišti Narita úředník, který kontroloval jeho vízum, řekl, že je z Obamy. Obamská radnice se o rozhovoru dozvěděla a starosta města Tošio Murakami poslal senátorovi Obamovi sadu slavných lakovaných hůlek, DVD o městě a dopis s přáním všeho nejlepšího. S postupem prezidentské kampaně senátora Obamy začalo stále více místních podniků pořádat předvolební večírky a vylepovat plakáty „Do toho, Obamo!“, prodávat trička s nápisem „I love Obama“ a vyrábět mandžú (druh japonských cukrovinek) s tváří senátora Obamy. Ve městě vznikla skupina hula na počest rodného státu senátora Obamy, Havaje. Soubor navštívil Honolulu, aby vystoupil na festivalu Pan Pacific.
Obama následně poděkoval městu za dary a podporu a uvedl: „Těším se na budoucnost, která se bude vyznačovat pokračujícím přátelstvím našich dvou velkých národů a společným závazkem k lepšímu a svobodnějšímu světu“.
V důsledku vítězství Baracka Obamy v prezidentských volbách v roce 2008 oznámil starosta města Obama japonskému tisku, že hodlá nechat postavit před radnicí sochu Baracka Obamy „na znamení velkého historického okamžiku jména Obama“. Dne 20. ledna 2009, v den, kdy Barack Obama složil přísahu, oslavilo město Obama inauguraci tancem hula v chrámu Hagadži.
Dne 14. listopadu 2009 prezident Obama v projevu v tokijské Suntory Hall výslovně potvrdil své spojení s městem Obama, když se o něm a jeho občanech zmínil ve svém projevu.
V roce 2013 daroval starosta Obamy Kodži Matsuzaki červené lakované pero japonskému premiérovi Šinzó Abemu, aby ho předal prezidentu Obamovi.

## Místní atrakce
- Bukkokudži, fungující zenový klášter.
- Hoššindži, fungující zenový klášter.
- Mantoku-dži , buddhistický chrám s japonskou zahradou navržený na národní památku scénické krásy
- Mjócú-džiChrám Mijócu-dži

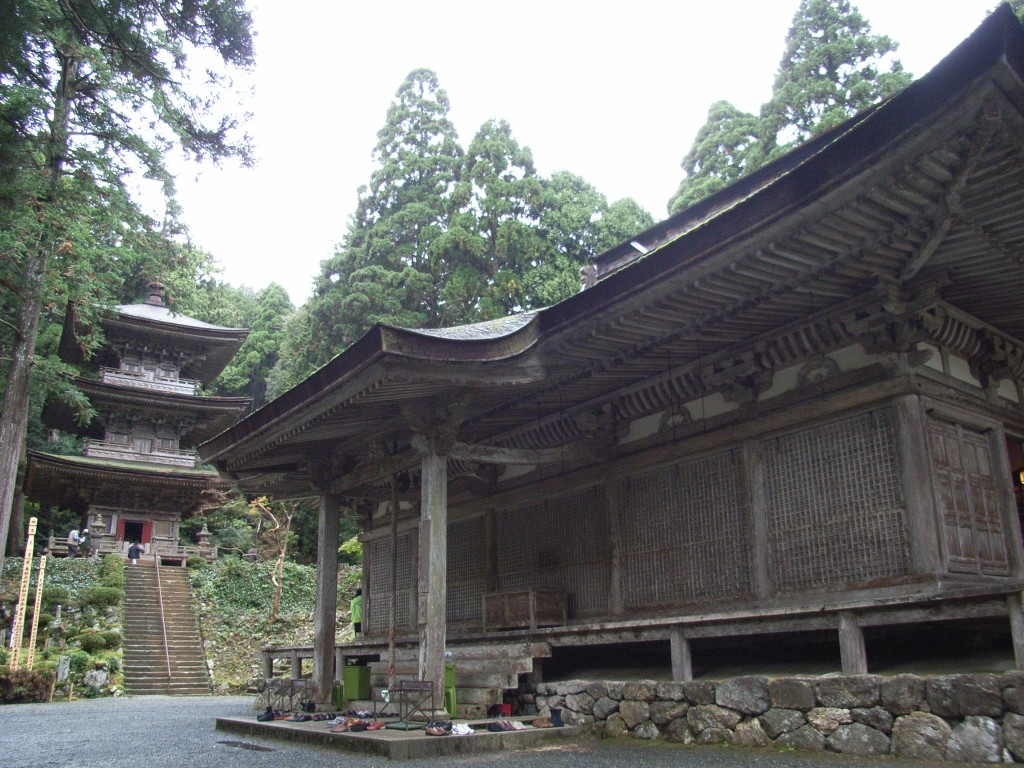
Chrám Mijócu-dži

- Hradu Nočisejama , národní historické místo
- Obamský hrad
- Historické a lidové muzeum Wakasa
- Wakasa Kokubun-dži, provinční chrám provincie Wakasa
- Kvazi-národní park Wakasa Wan
- Svatyně Wakasahiko, ičinomija z provincie Wakasa

### Festival
Omizu-okuri (nošení vody) se koná vždy 2. března, kdy se z řeky Onju nabírá voda a přináší se hlavnímu obrazu chrámu. Tato každoroční událost se koná již více než 1 200 let.

### Film a televize
Kabelová televize Wakasa Obama, poskytovatel kabelové televize a internetových služeb v prefektuře Fukui, se sídlem v Obamě.